# 프란츠 브렌타노
프란츠 브렌타노(Franz Brentano, 1838. 1. 16 - 1917. 3. 17)는 시인 클레멘스 브렌타노와 작가 베티나 폰 아르님의 조카인 독일의 철학자·심리학자이다. 경제학자 루요 브렌타노(1844-1931 de)와 형제 간이다. 그는 유럽 가치학의 선구적 인물 중 하나이다. 지그문트 프로이트와 현상학자 에드문트 후설도 그의 강의를 들은 제자였다.
1856년부터 뮌헨·뷔르츠부르크·베를린·뮌스터에서 배웠다. 1862년 «아리스토텔레스에 있어서 존재하는 것의 다양한 의의에 대하여»로 튀빙겐 대학교를 졸업하고, 그라츠의 도미니코회 수도원에 들어가 뮌헨과 뷔르츠부르크에서 신학을 연구한 후, 1864년 사제에 서품되었다. 1866년 뷔르츠부르크에서 철학 교수 자격을 얻고, 1872년에 조교수가 되었으며, 아리스토텔레스의 철학 등을 강의하였다. 그러나 신앙과 인간 문제에 마주하여서는 사직하기도 했으며 뷔르츠부르크 대학교 취임에 즈음하여 철학은 엄밀한 학이며 그 방법은 자연과학의 방법과 다르지 않다는 신념에 마주하기 시작하였다. 카를 슈툼프와 안톤 마르티(de) 등이 당시 그의 제자였다. 1874년 빈 대학교 교수가 되었으나 1880년 결혼하여 사직했으며, 1895년까지 사강사(私講師) 생활을 하였고, 1896년 이후는 피렌체·취리히에서 살았다.
브렌타노는 심리학에 의해 철학의 기초를 세우려고 하였으며, 발생적 심리학과 기술적 심리학을 구별하고 기술적 심리학에 역점을 두었다. 그것은 마음의 여러 현상을 기술하는 현상적 심리학이며 내적인 지각에 의해 나타나는 것을 기술한다. 내적인 지각은 명증적이며 직접적인 확실성을 갖는다. 따라서 심적인 것의 자기인식을 지향하고 있다. 물적인 현상, 외적인 지각의 대상은 우리의 내적인 지각에 의해 지향되는 한에서 존재한다고 보았다. 내적인 지각의 여러 현상만이 진실되며, 그것만이 명증적이다. 그럼에도 심적인 여러 현상의 본질은 그것이 객관을 향하는 것, 지향적인 관계를 갖으므로, 그는 객관을 인정한다. 그러므로 어떤 의식이든 대상의식이 있다. "심적인 현상은 어떤 것이라도 그 어떤 것을 객관으로 포함한다." 이밖에 1892년의 강연 〈천재〉, <시적 서술 대상으로서의 악 (Das Schlechte als Gegenstand dichterischer Darstellung. Vortrag) 〉과 같은 미학적 저술도 알려져 있다.

## 같이 보기
- 브렌타노 학파 (Brentanoschule)